# Sibylle Severus
Sibylle Severus (Pseudonym für Sibylle Obrist-Streng, * 2. August 1937 in Mittenwald/Oberbayern) ist eine Schweizer Geigenbauerin und Schriftstellerin.

## Leben
Sibylle Severus absolvierte nach dem Gymnasium eine Geigenbauschule. Sie war als Geigenbaumeisterin in Amsterdam und Zürich tätig. In Zürich beschäftigte sie sich mit germanistischen Studien an der Eidgenössischen Technischen Hochschule und begann mit der Veröffentlichung literarischer Texte. 1998 nahm sie am Ingeborg-Bachmann-Wettbewerb in Klagenfurt teil.
Sibylle Severus ist Verfasserin von Romanen, Erzählungen und Essays und Mitglied des Verbandes Autorinnen und Autoren der Schweiz sowie des Deutschschweizer PEN-Zentrums.
Texte von Sibylle Severus sind unter anderem in den Zeitschriften Du, manuskripte und schreibkraft erschienen. Seit 2019 liefert sie regelmäßig literarische Glossen für den Merkur.

## Werke
- Zum Mond laufen, Olten u. a. 1981
- Seiltanz, Zürich u. a. 1984
- Nauenfahrt, Innsbruck 1997
- La Breggia, Steinhausen 2001 (zusammen mit Louis Brem)
- Die große Kunst, Innsbruck 2002